# Juan Bautista Alberdi (Tucumán)
Juan Bautista Alberdi – miasto w Argentynie, w prowincji Tucumán, stolica departamentu o tej samej nazwie.
Według danych szacunkowych na rok 2010 miejscowość liczyła 18 430 mieszkańców.